# Tețcani, Neamț
Tețcani (în maghiară Kickófalva/Istvánfalva, în trecut Stețicani) este un sat în comuna Gherăești din județul Neamț, Moldova, România.

## Etimologie
Numele localității provine de la diminutivul numelui Ștefan în limba slavă – Stețco.

## Istoric
Gheorghe I. Năstase, referindu-se la cele 6 sate în totalitate maghiare găsite de Marco Bandini la 1646 în zona Romanului: Tămășeni (în maghiară Tamásfalva, menționat de Bandini ca Thomasest), Adjudeni (Dsudai, Gsiuda falva), Răchiteni (Domafalva), Săbăoani (Szabófalva), Leucușăni (Lökösfalva, contopit cu Săbăoani), Tețcani (Steczkofalva), a menționat că acesta reprezenta la acea vreme nucleul maghiar al Ținutului Romanului. Însă, nucleul s-a mărit considerabil pe ambele maluri ale luncii Siretului în secolele al XVIII-lea și al XlX-lea cu satele: Cozmești, Mogoșești, Luncași, Hălăucești, Mircești, Ursărești, Traian și Sturza. În aceeași perioadă au apărut și satele maghiare din bazinul inferior al râului Moldova, precum: Corhana, Pildești, Gherăiești, Iugani, Barticești, Muncelu de Sus, Tupilați, David, Talpa, Breaza, Văleni și Bârgăoani.
La sfârșitul secolului al XIX-lea avea o populație de 251 locuitori, în majoritate maghiari. Exista o biserică catolică ce aparținea de parohia Gherăești. Biserica avea ca patron pe Sfântul Ștefan al Ungariei, cu hramul sărbătorit la data de 20 august. Acest hram a mai fost purtat de bisericile catolice din satele Pustiana, Arini și Pârgărești din județul Bacău. Din acestea, doar biserica din Pustiana încă mai păstrează hramul.